# Edla van Steen
Edla Lucy Van Steen (Florianópolis, 12 de julho de 1936 – São Paulo, 6 de abril de 2018) foi uma escritora brasileira com mais de vinte livros publicados, entre contos, romances, entrevistas, peças de teatro e livros de arte.
Filha de pai belga, cônsul honorário em Santa Catarina, e mãe com ascendência alemã, foi, antes de firmar-se na literatura, atriz, recebendo na Itália o prêmio de melhor atriz do Festival de Cinema de Santa Margherita.
Tem vários prêmios nas áreas de cinema, teatro e literatura. Tem quatro livros publicados nos Estados Unidos, com excelentes críticas no Washington Post Book World, Kirkus Reviews e Publishers Weekly, entre outros.
Foi casada em segundas núpcias com o crítico teatral Sábato Magaldi, morto em 14 de julho de 2016. Edla morreu em 6 de abril de 2018, aos 81 anos, de causas não reveladas, tendo a morte anunciada por sua filha Lea.

## Obra (seleção)
No Brasil
- Cio, 1965 (contos)
- Memórias do medo, 1974 (romance)
- Antes do amanhecer, 1977 (contos)
- Corações mordidos, 1983 (romance)
- Até sempre, 1985 (contos)

“
Quero que meus contos cheguem aos leitores como se eu estivesse conversando, contando histórias para eles, na maior intimidade e sem nenhuma literatice.”

— Edla van Steen
- Manto de nuvem, 1985 (infanto-juvenil)
- Madrugada, 1992 (romance)
- Por acaso, 1996 (infanto-juvenil)
- Cheiro de amor, 1996 (contos)
- O gato barbudo, 2000 (infanto-juvenil)
- O presente, 2001 (infanto-juvenil)
- No silêncio das nuvens, 2001 (contos)
- A ira das águas, 2004 (contos)
- Instantâneos, 2013 (contos)

No exterior
- A bag of stories, 1991 (EUA)
- Scent of love, 1991 (EUA)
- Village of the ghost bells, 1991 (EUA)
- Early mourning, 1991 (EUA)

## Prêmios
- 1989 - Prêmio Molière e Prêmio Mambembe de melhor autor e Troféu APCA de revelação de autor por O último encontro
- 1992 - Prêmio Coelho Neto, da Academia Brasileira de Letras e Prêmio Nacional Pen Club, por Madrugada
- 1996 - Prêmio Nestlé de Literatura Brasileira, categoria autor consagrado, por Cheiro de amor